# Laurionita
La laurionita es un mineral de la clase de los minerales haluros, y dentro de esta pertenece al llamado "grupo de la matlockita". Fue descubierta en 1887 en antiguas minas de plomo en el municipio de Lavrio (Grecia) -en griego laurion-, siendo nombrada a partir del nombre de esta localidad (véase, minas de Laurion).

## Características químicas
Químicamente es un cloruro hidroxilado de metal de plomo. En el grupo de la matlockita al que pertenece se encuadran todos los haluros de metal que adoptan estructura cristalina cuadrática. Es dimorfo con la paralaurionite (PbCl(OH)), de igual composición química pero que cristaliza en el sistema monoclínico.

## Formación y yacimientos
En las minas abandonadas en las que se descubrió, apareció por la acción del agua salina sobre el conducto transportador de plomo. Además, también aparece en la zona de oxidación de yacimientos de minerales del plomo.
Suele encontrarse asociado a otros minerales como: paralaurionita, penfieldita, fosgenita, cerusita, anglesita o fiedlerita.